# Lilly Kaden
Lilly Kaden (6 de septiembre de 2001) es una deportista de Alemania que compite en atletismo. Ganó una medalla de oro en el Campeonato Europeo de Atletismo Sub-23 de 2021, en la prueba de 100 m.